# Ohridohauffenia drimica
Ohridohauffenia drimica је пуж из реда Littorinimorpha и фамилије Hydrobiidae. 

## Угроженост
Ова врста је изумрла, што значи да нису познати живи примерци.

## Распрострањење
Пре изумирања, само река Дрим (Македонија).

## Станиште
Раније станиште врсте су била слатководна подручја.